# قرار مجلس الأمن التابع للأمم المتحدة رقم 412
قرار مجلس الأمن التابع للأمم المتحدة رقم 412، الذي اتخذ بالإجماع في 7 يوليو 1977، وبعد دراسة طلب من جمهورية جيبوتي للحصول على عضوية في الأمم المتحدة، أوصى المجلس إلى الجمعية العامة أن يتم قبول جيبوتي.